# مسافر إلى فرانكفورت
مسافر إلى فرانكفورت: روعة هي رواية تجسّس من تأليف أجاثا كريستي نُشرت أول مرة في المملكة المتحدة بواسطة نادي كولينز للجرائم في سبتمبر عام 1977 ونشرها في الولايات المتحدة شركة دود وميد في وقت لاحق من نفس العام. بيعت النسخة البريطانية بخمسة وعشرين شلنًا. استعدادًا لتحويل العملة إلى النظام العشري في 15 فبراير 1971، جرى تسعيرها بالتزامن مع ذلك على الغلاف بسعر 1.25 جنيه إسترليني. بينما بلغ ثمن النسخة الأمريكية 5.95 دولار.
نُشر العمل للاحتفال بعيد ميلاد كريستي الثمانين، وبإحصاء مجموعتي القصص القصيرة في كل من المملكة المتحدة والولايات المتحدة للوصول إلى المجموع المنشود، جرى الإعلان أيضًا عن كتابها الثمانين. وكانت هذه الرواية آخر رواية تجسّس تكتبها. في بداية الكتاب، هناك مقولة كتبها جان سماتس: «القيادة، إلى جانب كونها قوّة خلّاقة عظيمة، يمكن لها أن تكون قوّةً شيطانية...».
يخطو السير ستافورد ناي، وهو دبلوماسي في منتصف العمر، إلى عالم الجواسيس والعملاء المزدوجين والجماعات السرية لإحداث تغيير في مراكز القوى الدولية. يلتقي بامرأة اختارته لمساعدتها في مرحلة حرجة، عندما يتغير موعد تأخير الرحلات بسبب الطقس، فتهبط طائرتها وطائرته قبل المُضيّ قدمًا إلى إنجلترا. هناك الكثير من التعقيبات حول التغييرات في العالم، وخاصةً حول الشباب الذين هم في سن دخول الجامعة في أوروبا والولايات المتحدة وأمريكا الجنوبية، في أواخر ستينيات القرن العشرين.
لاقت الرواية مراجعات متباينة عقب نشرها وفي عام 1990 أيضًا. في عام 2017، حصلت على تقييم إيجابي في مقال حول روايات التشويق التجسّسي المثيرة التي تكتبها النساء. إنها واحدة من أربع روايات فقط كتبتها كريستي ولم يجر عليها تعديلات من أي نوع، والروايات الأخرى هي: «في النهاية يأتي الموت» و«الرحلة المجهولة»، و«بوابة المصير».

## ملخّص الحبكة
تأخذ رحلة السير ستافورد ناي من مالايا تحولًا غير متوقّع، عندما تتجّه إليه امرأة في مطار فرانكفورت. تدّعي المرأة أن حياتها في خطر، وأنها بحاجة إلى مساعدته. يوافق ناي على إقراضها عباءة سفره وجوازه وتذكرة الصعود على متن الطائرة. يخبر زميل في لندن -أحد عناصر أمن هوشام- ناي أن عمله في فرانكفورت أنقذ حياة ماري آن؛ فسمع السير ستافورد اسمًا آخر لها، دافني ثيودوفانوس، أُعلن عنه في المطار. تناول ناي العشاء مع صديقه إريك، وهو في حالة قلق على سمعته المهنية. تُعيد ماري آن جواز سفره، واضعةً إياه داخل مجلّة على صفحة منشورٌ عليها مقال له. يعلن ناي في قسم الإعلانات الشخصية في الصحيفة عن المرأة التي يكتنفها الغموض، وبتوقيع يحمل اسم «مسافر إلى فرانكفورت». تردّ هي من خلال تذاكر حضور حفل للأوبرا، تمنحه إياها في مقابلة سرّيّة على جسر. تلمّح عمّته الكبرى ماتيلدا إلى مؤامرة عالمية رهيبة، تستخدم عبارة من الموسيقى التي يعزفها ريتشارد فاغنر، المتعلقة بأوبرا سيغفريد (1876). تكتشف ماتيلدا وجود امرأة في حياته الآن.
الأوبرا هي «سيغفريد»، وهي جزء من «خاتم النيبلنغين» للملحّن الألماني فاغنر. تحضر المرأة الغامضة النصف الثاني فقط من الأوبرا، تاركةً لناي اللحن للشاب سيغفريد على نسخة من البرنامج، للتلميح عمّا تقوم به. يحضر حفل السفارة، الذي قُدّم على شرف السفير الأمريكي وزوجته، سام وميلدريد كورتمان. تكون ماري آن حاضرةً باسمها الحقيقي، الكونتيسة ريناتا زيركوفسكي. تعرض على ناي إيصاله إلى المنزل، ولكنها تأخذه بدلًا من ذلك إلى منزل الخبير المالي السيد روبنسون، حيث يجتمعان مع العقيد بيكواي ولورد ألتمونت وجيمس كليك وهورشام. لا يظهر ناي لفترة من الوقت، إذ يحصل على موافقة مجموعة مترابطة من المخابرات البريطانية للمساعدة في إتمام المهام التي اضطلعت بها ماري آن. يسافرون على نطاقٍ واسع. تحذّر ماري آن ناي من أن أحد أفراد مجموعتهم قد يكون خائنًا.
يظن البعض أن قرب نهاية الحرب العالمية الثانية، ذهب أدولف هتلر إلى مصحٍّ عقلي، والتقى هناك بمجموعة من المرضى الذين يعتقدون أنهم هتلر، فتبادل الأماكن مع أحدهم، لذا نجا من الحرب. هرب هتلر إلى الأرجنتين، حيث تزوّج وأنجب ابنًا وُسِم على كعب قدمه الصليب المعقوف (سفاستيكا). يشجّع هذا الاعتقاد أولئك الذين يريدون إحياء معتقدات النازيين وأساليبهم. تعتقد الكونتيسة أنها قد أمسكت الصبي الذي يحمل كعب قدمه إشارة الصليب المعقوف. يروي الطبيب النفسي ريتشارد القصة لمجموعة الاستخبارات، لكنهم يعلمون أنها عارية عن الصحّة. إذ لم يكن لهتلر أي ابن. تشرح مجموعة الاستخبارات البريطانية في العديد من الفصول التوضيحية الطويلة كيف أن المخدرات، والاختلاط الجنسي، والاضطرابات الطلابية في الولايات المتحدة وأوروبا قد كان سببها المحرّضون النازيون. يشرع المحرّضون في إحداث الفوضى، ويهاجمون السفير الأمريكي والمارشال الفرنسي. يكون الهدف من ذلك هو إعادة إرساء الفاشية. تصف الاجتماعات في باريس ولندن تحركات الأموال والأسلحة ومصادرها، والجهات الفاعلة الرئيسة.
تذهب عمة ناي، السيدة ماتيلدا، في رحلتها الخاصة، لزيارة زميلتها في المدرسة، الكونتيسة شارلوت فون فالداوسن، لتطّلع على خطط شارلوت لتولّي زعامة العالم الفاشي، الذي تربطه بعد ذلك بابن أخيها. عند عودتها، تخبر ماتيلدا صديقها الأدميرال فيليب بلونت عن العالم البروفيسور شورهام، الذي ابتكر ما يُدعى «المشروع ب» أو «بينفو»، وهو دواء يصيب الناس بالإيثار، ولكنه قد يتسبّب في تغيير طويل الأجل. يُصاب شورهام بجلطة، ولا يستطيع التواصل جيدًا. كان قد وضع «المشروع ب» جانبًا قبل إصابته بالجلطة. تجتمع مجموعة الاستخبارات في منزل شورهام، حيث يشرح قيود مشروعه الخيري. يحاول كليك، العنصر الخائن في مجموعة الاستخبارات، قتل اللورد ألتامونت بالسّم ولكن يجري اعتراض محاولته، لذلك تطلق الآنسة إليس الممرضة شورهام النار على اللورد ألتامونت، الذي يموت من الصدمة. يجري التعرف على الآنسة إليس بأنها ميلي جان كورتمان، التي قتلت زوجها أيضًا. يبعث الحادث العنيف طاقةً جديدة في شورهام، الذي يقرر إعادة الشروع في العمل على مشروعه. إذ يُقدم على الاتصال بزميله غوتليب لإعادة استئناف مشروع بينفو والتحضير لوضع نصب تذكاري للورد ألتامونت، السياسي الوحيد الذي كان محطّ ثقته طيلة حياته.
يمثّل الفصل الأخير خاتمة للرواية، مع قدوم ناي إلى منزل ماتيلدا ليحضّر لزيجته القادمة من ماري آن. يجري إحضار الابن المفترص لهتلر إلى إنجلترا ليعيش حياةً أكثر طبيعية ويوشك أن يصبح عازف الأورغ في كنيستهم. تصبح سيبيل، ابنة أخت ناي البالغة من العمر 5 سنوات، فيما بعد فتاة الزهور في حفل الزفاف. ينسى ناي اختيار الإشبين، لكنه يطلب من سيبيل إحضار الباندا، الذي اشتراها لها في مطار فرانكفورت، وأن تحضره إلى الحفل منذ بدايته.

## الترجمة العربية
- مُسَافِر إلى فرَانْكفُورْت - دار الأجيال للنشر.
- راكب إلى فرانكفورت - مكتبة جرير.[1]

- سيدة القصر - دار ميوزيك للطبع والنشر. وتحمل الرواية الرقم (52) ضمن السلسلة.[2]

مراجع
1. ↑  "راكب إلى فرانكفورت". jarirreader.com. مؤرشف من الأصل في 2020-02-04.
2. ↑  "سيدة القصر". abjjad.com. مؤرشف من الأصل في 2020-02-04.